# كالداريوم

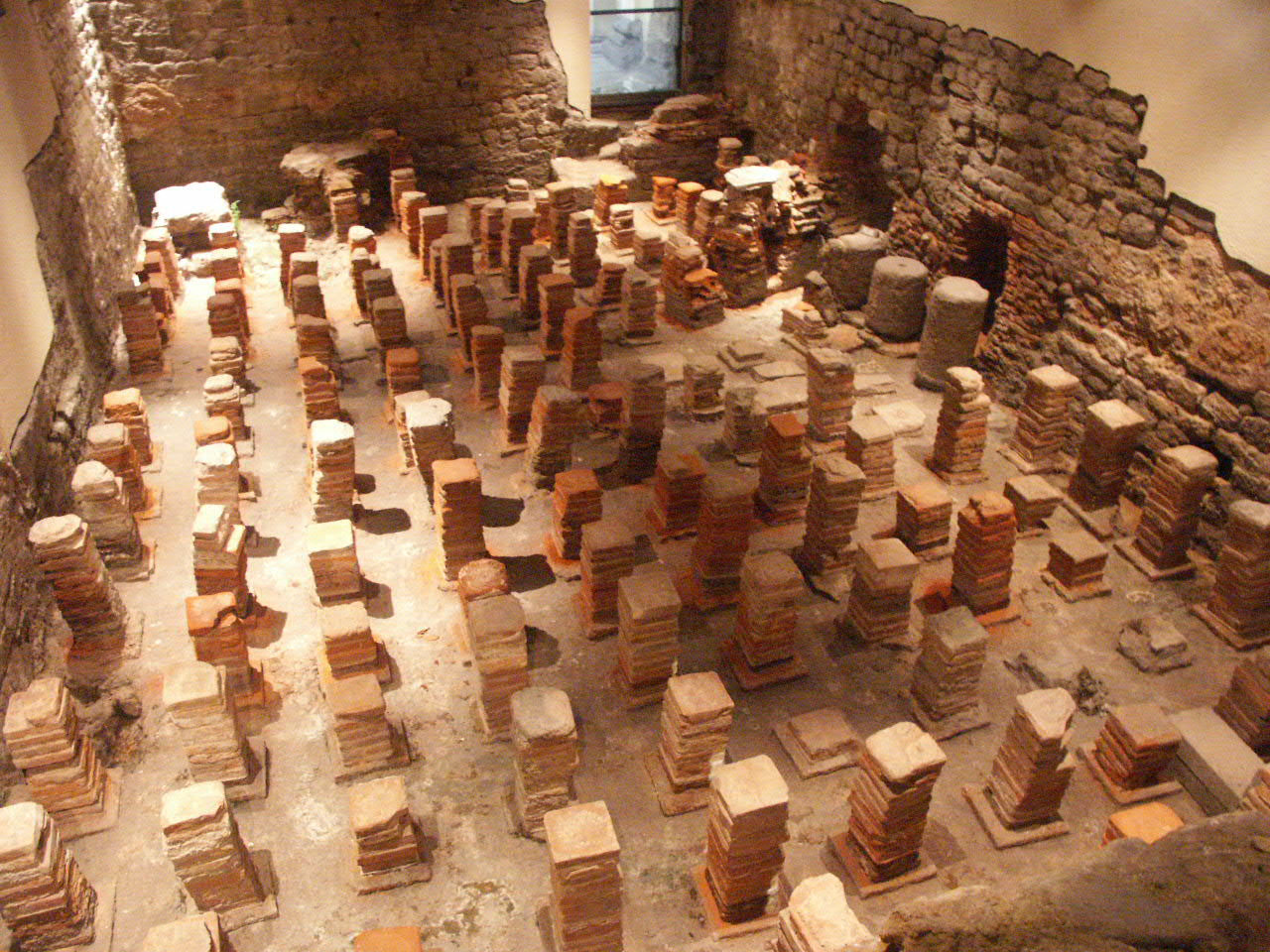
كالدريوم في حمام روماني بمدينة باث، إنجلترا.

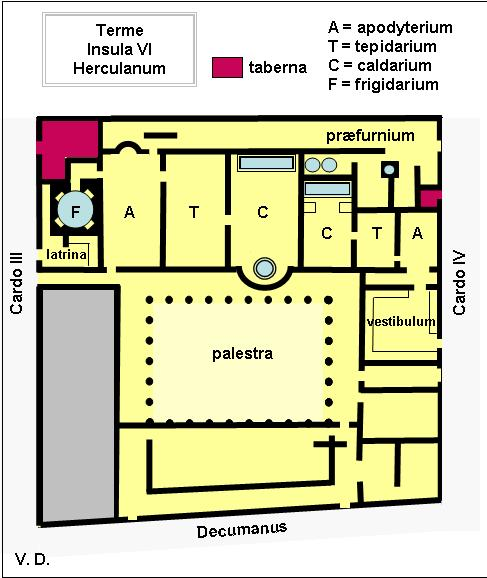
مخطط حمّامات هركولانيوم الرومانيّة، ويظهر الكالداريوم بالمنطقة (C).

كالداريوم (باللاتينية: caldarium يُطلق عليه أيضًا cella caldaria أو cella coctilium) هي غرفة مع حمّام مغطس ساخن كانت تُستخدم في الحمّامات الرومانيّة. كانت هذه الغرفة ساخنة للغاية ومليئة بالبخار، حيث تُعتبر الغرفة الأكثر سخونة في غرف الاستحمام الرومانيّة. يمر مستخدمو الحمّام بعد الكالدريوم إلى غرفة الماء البارد من خلال الحمّام الدافئ.
كان تسخين الكالداريوم يتم بواسطة هيبوكاوستوم، والذي هو نظام تدفئة تحت الأرض باستخدام أنفاق من الهواء الساخن يتم تسخينها بواسطة فرن. ولقد كانت درجة الحرارة في الكالدريوم غير معروفة، إلاّ أنها لا يمكن أن تكون أعلى من 50–55 درجة مئويّة. ولقد استخدم الرومان لذلك الصنادل بنعل خشبي للتحرك داخله. كان مستخدمو الحمّام ينتظرون لفترة طويلة مما كان يؤدي للتعرّق، وذلك للحماية من خطر مرور فجأة في درجة حرارة الغرف المجاورة.

## صور

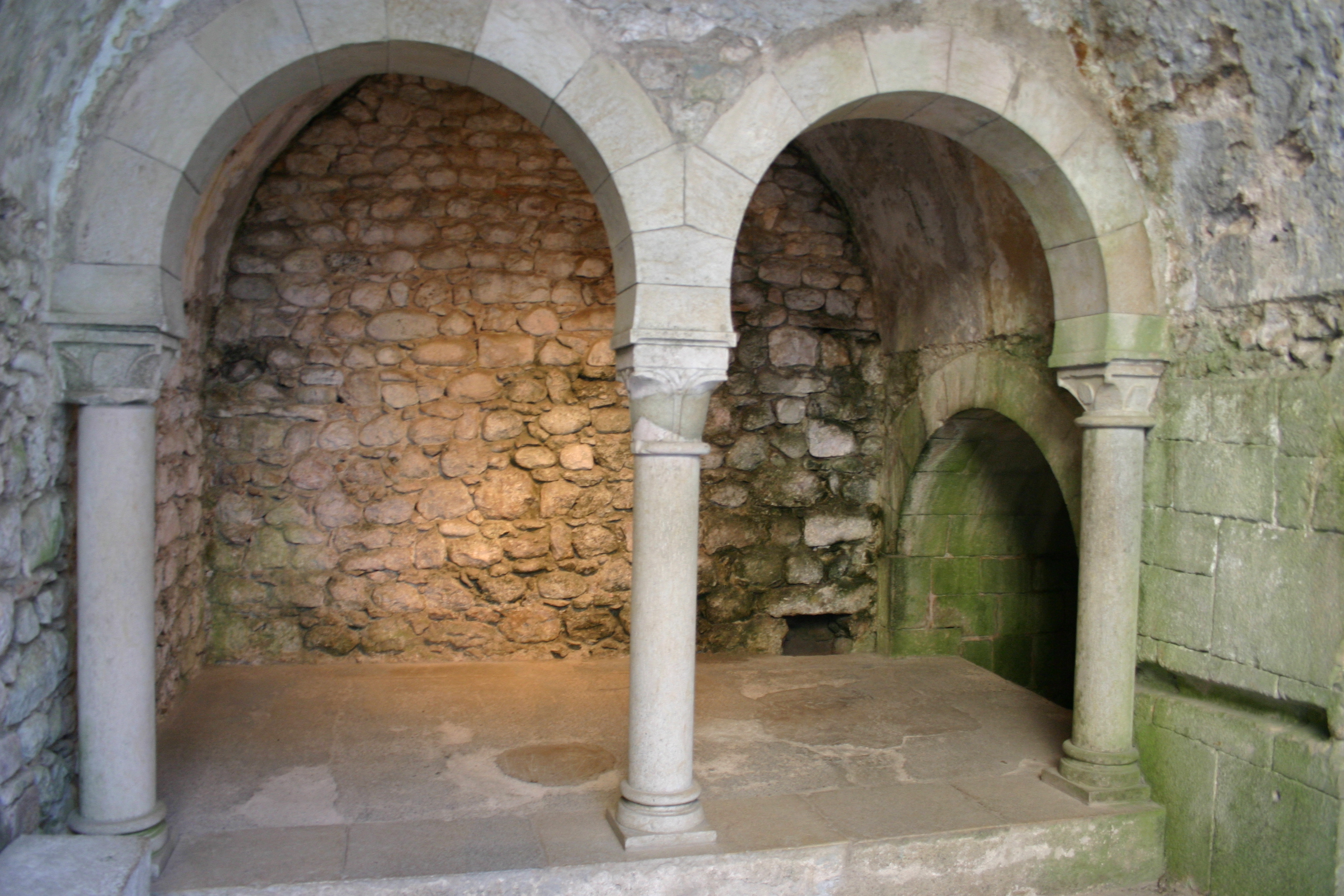
كالدريوم عربي في غيرونا، إسبانيا
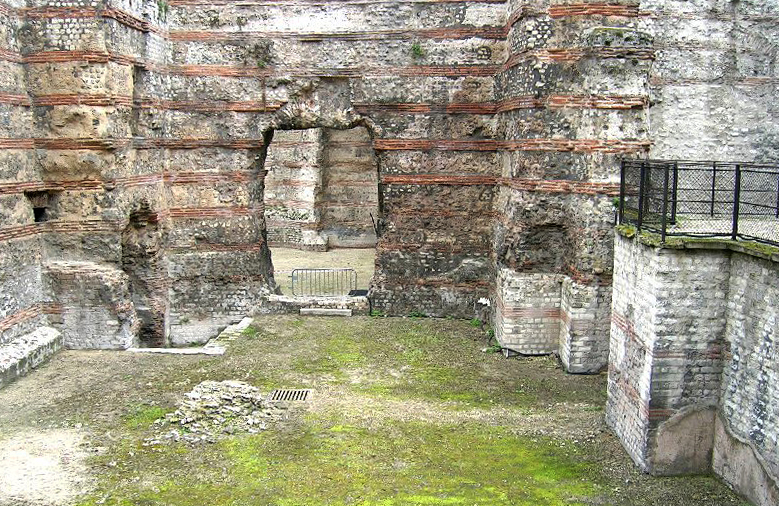
كالدريوم في باريس، فرنسا
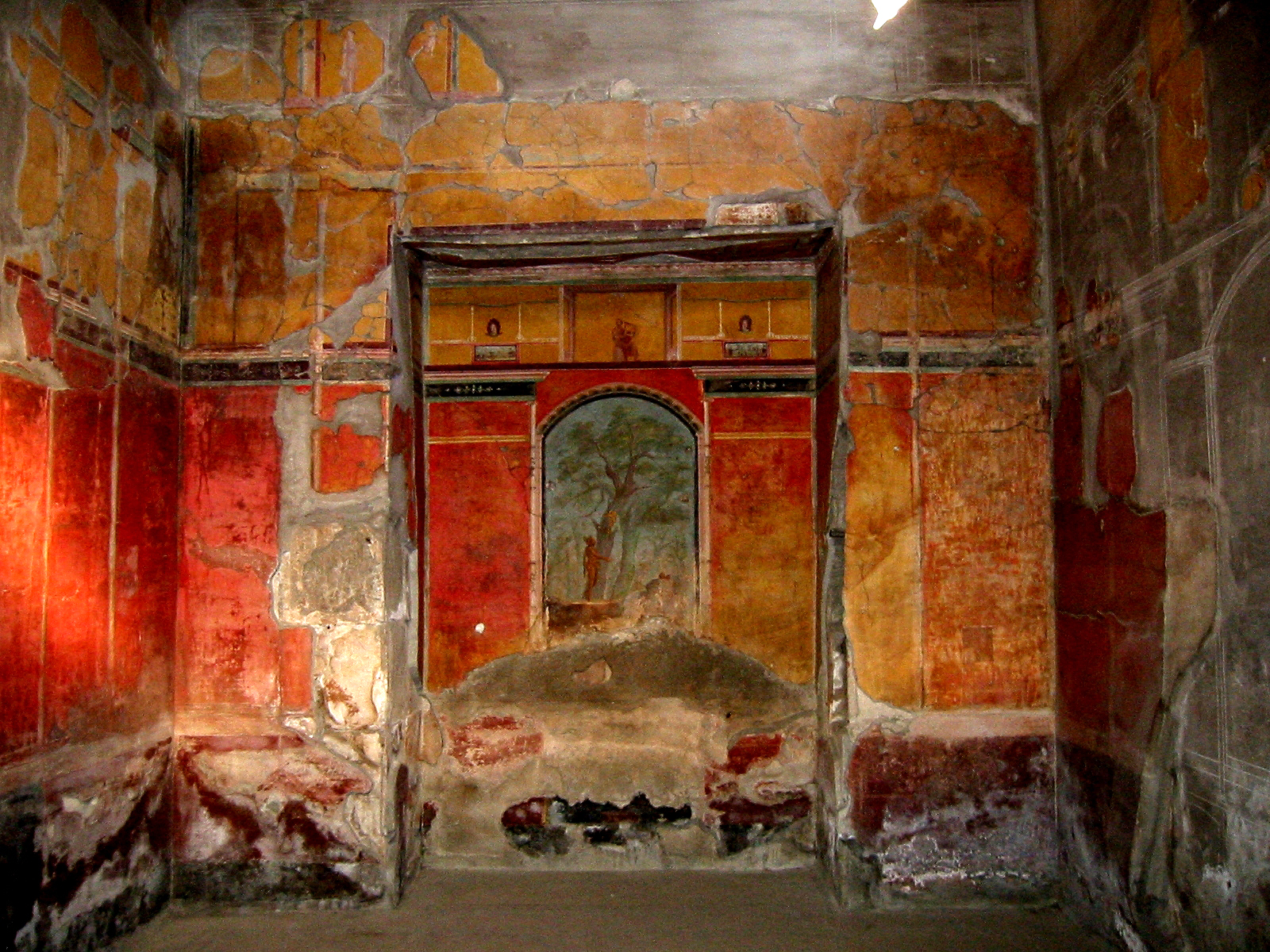
كالدريوم في ناوبولي، إيطاليا